# Dieudonné Reste de Roca
Joseph François Dieudonné Reste de Roca (Pià, 2 de maig del 1879 - París, 15 de març del 1976) va ser un funcionari, d'origen rossellonès, de l'administració colonial francesa.

## Biografia
Va ser tinent-governador del Txad entre 1923 i 1925, i ho fou novament el 1926. Posteriorment va ser governador de Dahomey el 1929, i governador de Costa d'Ivori del 1931 al 1935. Aquest darrer any va ser nomenat Governador General de l'Àfrica Equatorial Francesa, càrrec que ocupà fins al 21 d'abril del 1939. Durant la Segona Guerra Mundial participà en la Resistència en la zona del Pirineu. Acabada la contesa, esdevingué alcalde del Pertús. El 4 de novembre del 1945 fou elegit diputat per l'Assemblea Constituent en representació de la Costa d'Ivori. El segon diputat d'aquest mateix territori va ser en Félix Houphouët-Boigny, futur president del país en esdevenir aquest república independent.
Durant el seu mandat parlamentari fou elegit jutge de l'Haute Cour de justice, el tribunal de responsabilitats polítiques que va depurar els governants i alts funcionaris del règim de Vichy. Reste no va ser reelegit quan es votà la segona assemblea constituent, el juny del 1946.

## Obres
- Reste, J. F. Le Dahomey. Réalisations et perspectives d'avenir.  París: Comité de l'Afrique française, 1934.
- Reste, J.-F.. Terres d'ombre et de lumière.  París: s.n. (Toulouse:Impr. Istra), 1936.
- Governeur Général Reste. Action politique, économique et sociale en Afrique équatoriale française: 1936-1938.  Brazzaville: Gouvernement général de l'A.E.F., 1938.
- Circulaire sur la mise en valeur de l'Afrique Equatoriale française.  Brazzaville: Imprimerie du Gouvernement général, 1938.
- Reste, J.-F.. À l'ombre de la grande forêt....  París: Delamain et Boutelleau, 1943 (Les Livres de nature, 60).